# Бурал
Бурал — хутор в Дульдургинском районе Агинского Бурятского округа Забайкальского края. Входит в состав сельского поселения «Таптанай».

## География
Расположено в восточной части района, в пади Буурал-Моритуй, в 6 км к северу от центра поселения — села Таптанай.
Климат
резко континентальный. Лето жаркое, средняя температура в июле +16 ÷ +18 °C (максимальная + 38 °C). Зима холодная, солнечная, средняя температура в январе составляет −22 ÷ −24 °C (абс. минимум −47 °C).
Осадков выпадает от 300 до 400 мм/год.

## История
Согласно Закону Читинской области от 19 мая 2004 года хутор Бурал вошёл в состав сельского поселения Таптанай.

## Население
| 2010 | 2021 |
| ---- | ---- |
| 9    | ↘8   |

## Инфраструктура
экономика
Сельское хозяйство.
Разведение КРС, лошадей, овец
Социальные объекты
Социальные объекты находится в соседнем селе Таптанай.

## Транспорт
Хутор стоит на региональной автодороге 76К-001 Агинское — Дульдурга